# Pieśń o Ludwiku
Pieśń o Ludwiku (niem. Ludwigslied) – niemiecki wiersz rymowany, opiewający zwycięstwo króla Państwa Zachodniofrankijskiego Ludwika III odniesione nad Normanami w bitwie pod Saucourt-en-Vimeu w 881 r.
Jego autorem był zapewne duchowny. Napad Normanów na Rzeszę tłumaczy jako karę za popełnione grzechy. Ludwik wyrusza do boju z pobożną pieśnią na ustach, a jego wojowie śpiewają refren „Kyrie eleyson”. Dzięki pomocy boskiej i świętych król zwycięża.
Utwór wyraża ideologię feudalną: Ludwik jest lennikiem Boga, tak jak lennikami są jego rycerze. Pobrzmiewają w nim też dawne germańskie poglądy na problem wierności rycerskiej. 
Ponieważ mówi o  Ludwiku jako o osobie żyjącej, musiał powstać niedługo po opisywanym wydarzeniu.